# Wapen van Harmelen

Wapen van Harmelen

Het wapen van Harmelen werd op 11 september 1816 door de Hoge Raad van Adel aan de Utrechtse gemeente Harmelen bevestigd. In 2001 ging Harmelen op in de gemeente Woerden. Het wapen van Harmelen is daardoor komen te vervallen als gemeentewapen. 

## Blazoenering
De blazoenering van het wapen luidde als volgt:
Van goud met eene fasce van sabel, verzeld en chef van twee en en pointe van eene ruit, allen van keel.
De heraldische kleuren zijn goud (goud of geel, sabel (zwart) en keel (rood).

## Verklaring

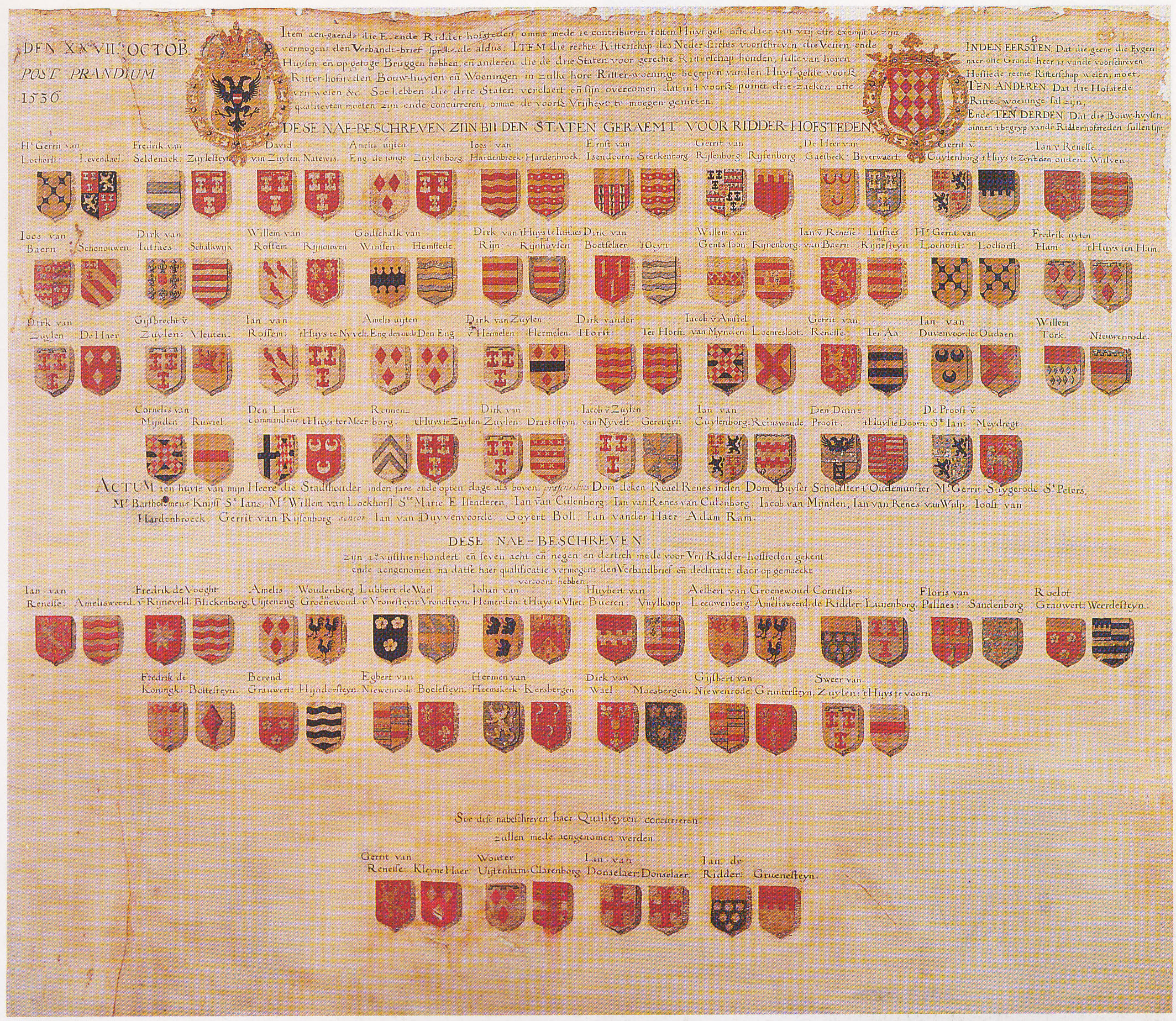
Wapenkaart die hing in het huis van de Ridderschap van Utrecht uit vermoedelijk circa 1675 met de wapens van edelen en de wapens van hun ridderhofsteden

Het wapen is afgeleid van het familiewapen Van Zuylen van Harmelen, die vroeger de heerlijkheid in hun bezit hadden. Dirk I van Zuylen voerde het wapen als eigenaar van Huis Harmelen, een voormalig kasteel en ridderhofstad.